# Wilhelm Höcker
Wilhelm Höcker (Groß Miltzow, 1886. június 29. – Güstrow, 1955. november 15.) német politikus (SPD, SED), Mecklenburg korábbi miniszterelnöke.
1945 és 1946 közt ő volt az SPD területi elnöke. Miután az NDK területe szovjet megszállás alá került, ő volt Mecklenburg első miniszterelnöke.